# Thổ Hoàng
Xem các nghĩa khác tại thổ hoàng (màu sắc) và Thổ hoàng - hoàng đế của đế quốc Thổ Nhĩ Kỳ
Làng Thổ Hoàng nằm ở trung tâm thị trấn huyện lỵ Ân Thi, huyện Ân Thi, tỉnh Hưng Yên là một trong mười hai làng có truyền thống khoa cử bậc nhất trong lịch sử phong kiến Việt Nam (đứng đầu danh sách đó là làng Mộ Trạch (Hải Dương) với 36 Tiến sĩ)1.

## Lịch sử
Xưa kia làng Thổ Hoàng bao gồm bảy xóm quây quần theo điển tích "Thất tinh quần tụ" 2. Đó là: Xóm Dường, Đình, Dộc, Cạo, Đá, Chùa, Lươn, và xóm Mụ. Tương truyền nhiều nho sinh các nơi đã từng đến dừng chân ở Thổ Hoàng để củng cố kiến thức trước khi đỗ đạt ở những khoá thi Hương, thi Hội như: Tiến sĩ Nguyễn Lệ ở Bình Hồ, Tiến sĩ Lê Trọng Thứ ở Duyên Hà (cha của nhà bác học Lê Quý Đôn). Sau khi đỗ đạt, mến cảnh, mến người vùng đất này, cụ Lê Trọng Thứ đã cho con trai mình là Lê Quý Thái, em ruột nhà bác học Lê Quý Đôn về Thổ Hoàng sinh cơ lập nghiệp và lập ra xóm Vườn Hồng, là xóm thứ tám của làng Thổ Hoàng. Cụ Lê Quý Thái cũng là cụ tổ của dòng họ Lê Quý ở đây3

### Thành hoàng làng
Thành hoàng làng Thổ Hoàng là cụ Bùi Công Hộ, một tướng của Dạ Trạch vương Triệu Quang Phục đã có công lao trong cuộc kháng chiến chống quân xâm lược nhà Lương. Hiện nay làng còn giữ được bảy đạo sắc phong của các Triều đại nhà Lê, nhà Nguyễn và một bài thơ ca ngợi thần của Tiến sĩ Nguyễn Trung Ngạn (thời nhà Trần). Nguyên văn bài thơ ấy như sau:
"Độc mộc phù Vương dị;
Thiên kim mãi chúa nam;
Nhất xoang trung dữ nghĩa;
Cổ hậu trọng như san"

## Danh sách tiến sĩ
Hiện nay còn có nhiều quan niệm chưa thống nhất về số lượng tiến sĩ của làng Thổ Hoàng. Dưới đây là tên các vị đại khoa có tên ở văn miếu Xích Đằng, Hưng Yên. Trong đó họ Hoàng có nhiều nhất với 5 vị:
1. Nguyễn Trung Ngạn, đỗ Hoàng giáp năm 1304
2. Cáp Phùng, đỗ Tiến sĩ năm 1463
3. Nguyễn Văn Bính, đỗ Tiến sĩ năm 1505
4. Nguyễn Chấn Chi, đỗ Hoàng giáp năm 1518
5. Vũ Đàn, đỗ Tiến sĩ năm 1526
6. Hoàng Tuân, đỗ Bảng nhãn năm 1553
7. Nguyễn Đức Trân, đỗ Tiến sĩ năm 1562
8. Hoàng Chân Nam, đỗ Tiến sĩ năm 1571
9. Hoàng Công Sân, đỗ Tiến sĩ năm 1670
10. Hoàng Công Bảo, đỗ Tiến sĩ năm 1710
11. Vũ Công Thắng, đỗ Tiến sĩ năm 1867
12. Vũ Trác Oánh, đỗ Tiến sĩ năm 1556
13. Hoàng Bình Chính, đỗ Tiến sĩ năm 1775